# Hans-Peter Bartels

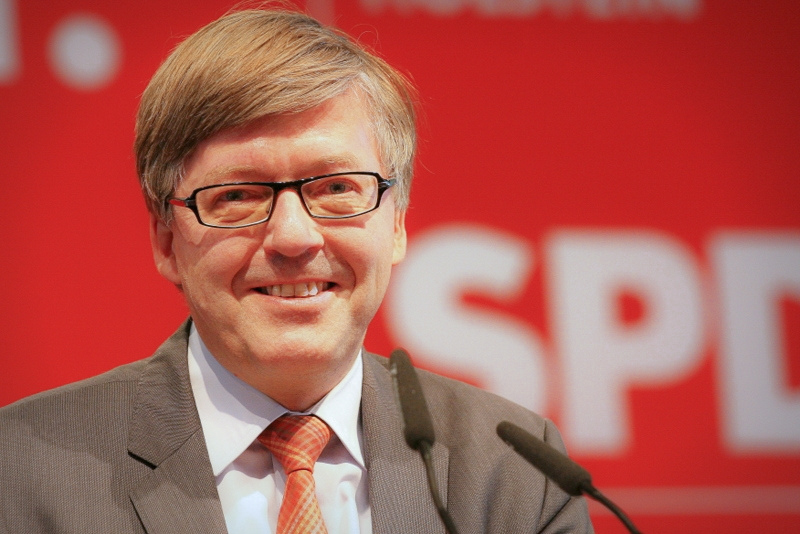
Hans-Peter Bartels (2013)

Hans-Peter Bartels (* 7. Mai 1961 in Düsseldorf) ist ein deutscher Politiker (SPD). Von 2015 bis 2020 war er für eine Amtszeit Wehrbeauftragter des Deutschen Bundestages. Seit Mai 2022 ist er Präsident der Gesellschaft für Sicherheitspolitik.

## Leben und Beruf
Nach dem Abitur 1980 an der Max-Planck-Schule in Kiel leistete Bartels seinen Wehrdienst ab und begann 1981 ein Studium der Politikwissenschaft, der Soziologie und der Volkskunde an der Christian-Albrechts-Universität zu Kiel, welches er 1986 mit dem Magister artium beendete. 1988 wurde er hier bei Wilfried Röhrich mit der Arbeit Logik und Weltbild. Studien über Gotthard Günther und Norbert Elias zum Modell der dezentralen Subjektivität zum Dr. phil. promoviert.
Anschließend arbeitete er als Redakteur bei der Kieler Rundschau, wechselte aber noch 1988 als Angestellter in die Staatskanzlei des Landes Schleswig-Holstein. Dort war er u. a. Redenschreiber des damaligen Ministerpräsidenten und SPD-Vorsitzenden Björn Engholm und später Sektenbeauftragter der Landesregierung von Schleswig-Holstein.
Seit 2023 ist er Aufsichtsratsmitglied bei ThyssenKrupp Marine Systems. Seit Oktober 2024 ist Bartels kommissarischer Leiter des Zentrums für Sicherheit und Verteidigung der Deutschen Gesellschaft für Auswärtige Politik.
Von 1980 bis 1982 war Bartels Vorsitzender der Jungen Presse Schleswig-Holstein, des regionalen Dachverbandes jugendeigener Medien und 1986 bis 1988 Mitglied im AStA der Universität Kiel. Er ist Mitglied der Gewerkschaft ver.di.
Bartels ist mit der ehemaligen Kieler Oberbürgermeisterin und Journalistin Susanne Gaschke verheiratet und hat eine Tochter.

## Politische Tätigkeit
Bartels wurde 1979 schon als Schüler Mitglied der SPD. 1984/1985 war er stellvertretender Landesvorsitzender der Jusos in Schleswig-Holstein, von 1991 bis 1997 Vorsitzender des SPD-Kreisausschusses Kiel und von 1995 bis 1997 Vorsitzender des SPD-Landesausschusses Schleswig-Holstein. Er ist beratendes Mitglied der SPD-Grundwertekommission.
Bartels war von 1998 bis zu seiner Ernennung zum Wehrbeauftragten 2015 Mitglied des Deutschen Bundestages, stets direkt gewählter Abgeordneter des Bundestagswahlkreises Kiel. Bei der Bundestagswahl 2005 erreichte er 50,7 % der Erststimmen, 2009 38,2 % und 2013 43,0 %.
Bartels war Ordentliches Mitglied im Verteidigungsausschuss und ab 2014 (18. Wahlperiode) dessen Vorsitzender.
Von März 2010 bis zum Ende der Wahlperiode war Bartels Vorsitzender der Arbeitsgruppe Demokratie der SPD-Bundestagsfraktion.
Bartels zählte 1998 zu den Mitbegründern des Netzwerks Berlin, eines Zusammenschlusses von SPD-Bundestagsabgeordneten.
Am 18. Dezember 2014 wurde Bartels zum Wehrbeauftragten des Deutschen Bundestages gewählt und übernahm dieses Amt am 21. Mai 2015 von Hellmut Königshaus, wodurch er aus dem Deutschen Bundestag ausschied. Er trat für eine Aufrüstung der Bundeswehr und eine Aufstockung des Wehretats ein. 2020 beklagte Bartels die dürftige Datenlage zu Rechtsextremismus in der Truppe und nannte es „kurios“, dass er als Wehrbeauftragter der einzige sei, der Zahlen zu dem Phänomen nennen könne. Er sah den Militärischen Abschirmdienst in der Pflicht, denn die Bundeswehr müsse mitbekommen, wenn „Verfassungsfeinde eindringen“. Eine einmalige Wiederwahl von Bartels nach fünf Jahren wäre möglich gewesen, aber die SPD-Fraktion entschied sich gegen ihn, wie deren Vorsitzender Rolf Mützenich Ende April 2020 ohne Begründung bekanntgab. Bartels Gattin Gaschke trat daraufhin aus der SPD aus. Als Wehrbeauftragte wurde am 7. Mai 2020 Eva Högl gewählt.

## Publizistische Tätigkeit
Bartels hat während seiner Abgeordnetentätigkeit regelmäßig Gastbeiträge in großen Tages- und Wochenzeitungen veröffentlicht, insbesondere zu aktuellen sicherheitspolitischen Themen sowie zur Demokratie. Er hat sich auch wissenschaftlich mit der Rolle der Abgeordneten in der parlamentarischen Demokratie auseinandergesetzt.
Im Jahr 1999 war er Mitbegründer und bis 2001 erster verantwortlicher Redakteur der Zweimonatszeitschrift Berliner Republik, in der er bis Anfang 2016 regelmäßig Artikel veröffentlicht hat.
In seinem 2005 erschienenen Buch Victory-Kapitalismus. Wie eine Ideologie uns entmündigt kritisierte er den seiner Meinung nach in Deutschland vorhandenen marktradikalen Mainstream und setzte ein eigenes, sozialdemokratisches Politikkonzept dagegen.
2012 veröffentlichte er eine sozialdemokratische Gesamtschau auf die heutigen Erfahrungen und Anforderungen deutscher Verteidigungspolitik (Titel: Wir sind die Guten).

## Schriften (Auswahl)

### Monographien
- Unsere Demokratie. Freiheit, Vielfalt und Wehrhaftigkeit. Dietz, Bonn 2021, ISBN 978-3-8012-0612-3.

- Deutschland und das Europa der Verteidigung. Globale Mitverantwortung erfordert das Ende militärischer Kleinstaaterei. Dietz, Bonn 2019, ISBN 978-3-8012-0562-1.
- „Wir sind die Guten“. Erfahrungen und Anforderungen deutscher Verteidigungspolitik. Vorwärts-Buch, Berlin 2012, ISBN 978-3-86602-053-5.
- Victory-Kapitalismus. Wie eine Ideologie uns entmündigt. Kiepenheuer und Witsch, Köln 2005, ISBN 978-3-462-03481-3.
- Mit Trutz Graf Kerssenbrock: Abgewählt? Wie den Parteien das Volk abhanden kam. ECON-Verlag, Düsseldorf 1994, ISBN 978-3-430-11187-4.
- Mit Oliver Rudolph: Frühlingssturm! Thomas Manns Lübecker Schülerzeitung und andere Beiträge zu einem Jahrhundert Jugendpressegeschichte. Malik-Regional-Verlagsgesellschaft, Kiel 1994, ISBN 978-3-89029-965-5.
- Eine kurze Verteidigung der Politik. Steidl, Göttingen 1992, ISBN 978-3-88243-239-8.
- Logik und Weltbild. Leske und Budrich, Opladen 1992, ISBN 978-3-8100-0925-8 (zugleich Dissertationsschrift, Universität Kiel 1988, vollständiger Titel: Logik und Weltbild – Studien über Gotthard Günther und Norbert Elias zum Modell der dezentralen Subjektivität).
- Junge Presse. Geschichte eines jugendeigenen Verbandes 1952-1967. SP-Verlag Norbert Schüren, Marburg 1987, ISBN 3-924800-09-X.
- Jugendpresse vor 1945. Junge Presse Förderverein, Stuttgart 1987.

### Herausgeberschaften
- Mit Anna Maria Kellner und Uwe Optenhögel: Strategische Autonomie und die Verteidigung Europas. Auf dem Weg zu einer europäischen Armee? Dietz, Bonn 2017, ISBN 978-3-8012-0497-6.
- Das Vorwärts-Liederbuch. 2. Auflage, Vorwärts-Buch, Berlin 2011, ISBN 978-3-86602-907-1.
- Mit Matthias Machnig: Der rasende Tanker. Analysen und Konzepte der sozialdemokratischen Organisation. Steidl, Göttingen 2001, ISBN 978-3-88243-801-7.
- Menschen in Figurationen. Ein Lesebuch zur Einführung in die Prozess- und Figurationssoziologie von Norbert Elias. Leske und Budrich,  Opladen 1995, ISBN 978-3-8252-1852-2.